# William Halsey Jr.
William Frederick "Bull" Halsey Jr. (30 d'octubre de 1882 - 16 d'agost de 1959) va ser un almirall de la Marina dels Estats Units durant la Segona Guerra Mundial. És un dels quatre oficials que han assolit el grau d'almirall de la flota de cinc estrelles de la Marina dels Estats Units, els altres són William Leahy, Ernest J. King i Chester W. Nimitz.
Nascut a Elizabeth, Nova Jersey, Halsey es va graduar a l'Acadèmia Naval dels Estats Units el 1904. Va servir a la Gran Flota Blanca i, durant la Primera Guerra Mundial, va comandar el destructor USS Shaw. Va prendre el comandament del portaavions USS Saratoga el 1935 després de completar un curs d'aviació naval, i va ser ascendit al rang de contraalmirall el 1938. A l'inici de la Guerra del Pacífic (1941-1945), Halsey va manar el grup de treball centrat en el portaavions USS Enterprise en una sèrie d'atacs contra objectius controlats pels japonesos.
Halsey va ser nomenat comandant de l'àrea del Pacífic Sud, i va dirigir les forces aliades durant la batalla per Guadalcanal (1942–1943) i la lluita a la cadena de Salomó (1942–1945).  El 1943 va ser nomenat comandant de la Tercera Flota, el càrrec que va ocupar durant la resta de la guerra.  Va participar en la batalla del golf de Leyte, la batalla naval més gran de la Segona Guerra Mundial i, segons alguns criteris, la batalla naval més gran de la història. Va ser ascendit a almirall de la flota el desembre de 1945 i es va retirar del servei actiu el març de 1947.

## Biografia
Halsey va néixer a Elizabeth, Nova Jersey, el 30 d'octubre de 1882, fill d'Anna Masters (Brewster) i del capità de la Marina dels Estats Units William F. Halsey.
Halsey era d' ascendència anglesa. Tots els seus avantpassats havien arribar a Amèrica des d'Anglaterra i tots van emigrar d'Anglaterra a Nova Anglaterra a principis del 1600. Va sentir un "parentesc" amb els seus avantpassats, inclòs el capità John Halsey del Massachusetts colonial que va servir a la Royal Navy a la Guerra de la Reina Anna de 1702 a 1713, on va atacar la navegació francesa.  A través del seu pare era descendent del senador Rufus King, que va ser un advocat, polític, diplomàtic i federalista nord-americà. Halsey va assistir a la Pingry School.
Després d'esperar dos anys per rebre un nomenament a l'Acadèmia Naval dels Estats Units, Halsey va decidir estudiar medicina a la Universitat de Virgínia i després unir-se a la Marina com a metge. Va triar Virginia perquè el seu millor amic, Karl Osterhause, hi era. Mentre allà, Halsey es va unir a la fraternitat Delta Psi i també va ser membre de la secreta Seven Society. Després del seu primer any, Halsey va rebre el seu nomenament a l' Acadèmia Naval dels Estats Units d'Annapolis, i va ingressar a l'acadèmia a la tardor de 1900. Mentre assistia a l'acadèmia, va jugar al futbol com a defensa i va guanyar diversos honors esportius. Durant un temps, mentre estava a l'acadèmia, el seu company d'habitació va ser el capità William Alexander Ancrum. Halsey es va graduar a l'Acadèmia Naval el 2 de febrer de 1904.
Després de graduar-se, va passar els seus primers anys de servei als cuirassats, i va navegar amb la flota de batalla principal a bord del cuirassat USS Kansas mentre la Gran Flota Blanca de Roosevelt va circumnavegar el món entre 1907 i 1909. Halsey es trobava al pont del cuirassat USS Missouri el dimecres 13 d'abril de 1904, quan una flamarada del canó de babord a la seva popa la torreta va encendre una càrrega de pólvora i en va posar en marxa altres dues. No es va produir cap explosió, però la ràpida crema de la pólvora va cremar i va asfixiar fins a la mort 31 oficials i mariners. Això va fer que Halsey temia el 13 de cada mes, sobretot quan queia en un dimecres.
Després del seu servei a bord del Missouri, Halsey va servir a bord de vaixells torpediners, començant amb l'USS Du Pont el 1909. Halsey va ser un dels pocs oficials que va ser ascendit directament d'alferes a tinent complet, saltant-se el grau de tinent (grau junior).  Els torpedes i les torpedineres es van convertir en les seves especialitats, i va comandar el Primer Grup de la Flotilla de Torpedes de la Flota Atlàntica entre 1912 i 1913. Halsey va comandar diversos vaixells torpediners i destructors durant les dècades de 1910 i 1920. En aquell moment, el destructor i el vaixell torpediner, mitjançant mètodes de lliurament extremadament perillosos, eren la manera més eficaç de portar el torpede al combat contra les naus capitals. El servei de la Primera Guerra Mundial del llavors tinent comandant Halsey, inclòs el comandament de l'USS Shaw el 1918, li va valer la Creu de la Marina.

### Anys d'entreguerres
L'octubre de 1922, va ser agregat naval a l'ambaixada nord-americana a Berlín. Un any més tard, se li va donar un càrrec addicional com a agregat naval a les ambaixades nord-americanes a Christiania, Copenhaguen i Estocolm. Després va tornar al servei marítim, de nou en destructors en aigües europees, al comandament de l'USS Dale i de l' USS Osborne. Al seu retorn als Estats Units el 1927, va servir durant un any com a oficial executiu del cuirassat USS Wyoming, i després durant tres anys al comandament de l'USS Reina Mercedes, el vaixell de l'estació de l'Acadèmia Naval. Aleshores, el capità Halsey va continuar amb el seu deure de destructor en el seu següent període de dos anys al mar, començant l'any 1930 com a comandant de la Divisió de Destructors Tres de la Força Scouting, abans de tornar a estudiar al Naval War College de Newport, Rhode Island.
El 1934, el cap de l'Oficina d'Aeronàutica, el contraalmirall de la Marina Ernest King, va oferir a Halsey el comandament del portaavions USS Saratoga, subjecte a la finalització del curs d'un observador aeri. Halsey va optar per inscriure's com a cadet al curs complet d'aviador naval de 12 setmanes en lloc del programa més senzill d'observadors d'aviació naval. "Vaig pensar que era millor poder pilotar l'avió en si mateix que asseure's i estar a mercè del pilot", va dir Halsey en aquell moment. Halsey va guanyar les seves ales d'aviador naval el 15 de maig de 1935, als 52 anys, la persona més gran que ho va fer en la història de la Marina dels Estats Units. Tot i que tenia l'aprovació de la seva dona per entrenar com a observador, ella es va assabentar d'una carta després del fet que s'havia canviat a l'entrenament de pilot, i li va dir a la seva filla: "Què creus que està fent el vell boig ara? Està aprenent a volar!"  Va passar a comandar l'USS Saratoga, i més tard la Naval Air Station Pensacola a Pensacola, Florida. Halsey considerava que la potència aèria era una part important de la futura marina, i va comentar: "L'oficial naval a la següent guerra hauria de conèixer millor la seva aviació i bé." Halsey va ser ascendit a contraalmirall el 1938. Durant aquest temps va comandar divisions de portaavions i va servir com a comandant general de la Força de Batalla d'Aeronaus.

### Segona Guerra Mundial
La doctrina naval tradicional preveia un combat naval lluitat entre línies de canons oposades. Aquesta visió es va posar en dubte quan el coronel Billy Mitchell del Cos Aeri de l'Exèrcit va demostrar la capacitat dels avions per danyar substancialment i enfonsar fins i tot el vaixell naval més blindat. En el debat d'entreguerres que va seguir, alguns van veure que el portaavions era de naturalesa defensiva, proporcionant cobertura aèria per protegir el grup de batalla dels avions basats en terra. Els avions basats en portaavions tenien un disseny més lleuger i no s'havia demostrat que fossin tan letals. L'adagio "Els vaixells capitals no poden suportar el poder aeri terrestre" era ben conegut.  Els defensors de l'aviació, però, van imaginar portar la lluita a l'enemic amb l'ús del poder aeri. Halsey creia fermament en el portaavions com a principal sistema d'armes ofensives navals. Quan va declarar a l'audiència de l'almirall Husband Kimmel després de la debacle de Pearl Harbor, va resumir les tàctiques dels portaavions nord-americans que van ser "aconseguir a l'altre company amb tot el que tinguis tan ràpid com puguis i llençar-ho a ell". Halsey va declarar que mai dubtaria a utilitzar el portaavions com a arma ofensiva.
L'abril de 1940, els vaixells de Halsey, com a part de la Flota de Batalla, es van traslladar a Hawaii i el juny de 1940, va ser ascendit a vicealmirall (grau temporal), i va ser nomenat comandant de la Divisió de Portaavions 2 i comandant de la Força de Batalla d'Aviació.
Amb les tensions altes i la guerra imminent, la intel·ligència naval nord-americana va indicar que l'illa Wake seria l'objectiu d'un atac sorpresa japonès. En resposta, el 28 de novembre de 1941, l'almirall Kimmel va ordenar a Halsey que portés l'USS Enterprise per fer transportar avions a l'illa de Wake per reforçar els marines allí estacionats. Kimmel havia donat a Halsey "una mà lliure" per atacar i destruir qualsevol força militar japonesa que es trobés. Els avions van sortir de la seva coberta el 2 de desembre. Molt ansiosa de ser vist i després saltat per la força de portaavions japonesa, Halsey va donar ordres d'"enfonsar-se qualsevol vaixell albirat, abatre qualsevol avió que es trobés". El seu oficial d'operacions va protestar: "Caram, almirall, no podeu començar una guerra privada! Qui se'n farà càrrec?" Halsey va respondre: "Jo me'n faré càrrec! Si alguna cosa s'interposa en el meu camí, primer dispararem i discutirem després".
Una tempesta va retardar l'Enterprise en el seu viatge de tornada a Hawaii. En lloc de tornar el 6 de desembre com estava previst, encara estava a 200 milles (320 km) al mar, quan va rebre la notícia que l'atac sorpresa previst no era a l'illa Wake, sinó a Pearl Harbor. La notícia de l'atac va arribar en forma d'escoltar transmissions de ràdio desesperades d'un dels seus avions enviats a Pearl Harbor, intentant identificar-se com a nord-americà. L'avió va ser abatut, i el seu pilot i la seva tripulació es van perdre. Després de l'atac a Pearl Harbor, l'almirall Kimmel va nomenar Halsey "comandant de tots els vaixells al mar." L' Enterprise va buscar els atacants japonesos al sud i a l'oest de les illes Hawaii, però no va localitzar els sis portaavions de la flota japonesa que es retiraven al nord i a l'oest.

#### Els primers atacs de portaavions del Pacífic

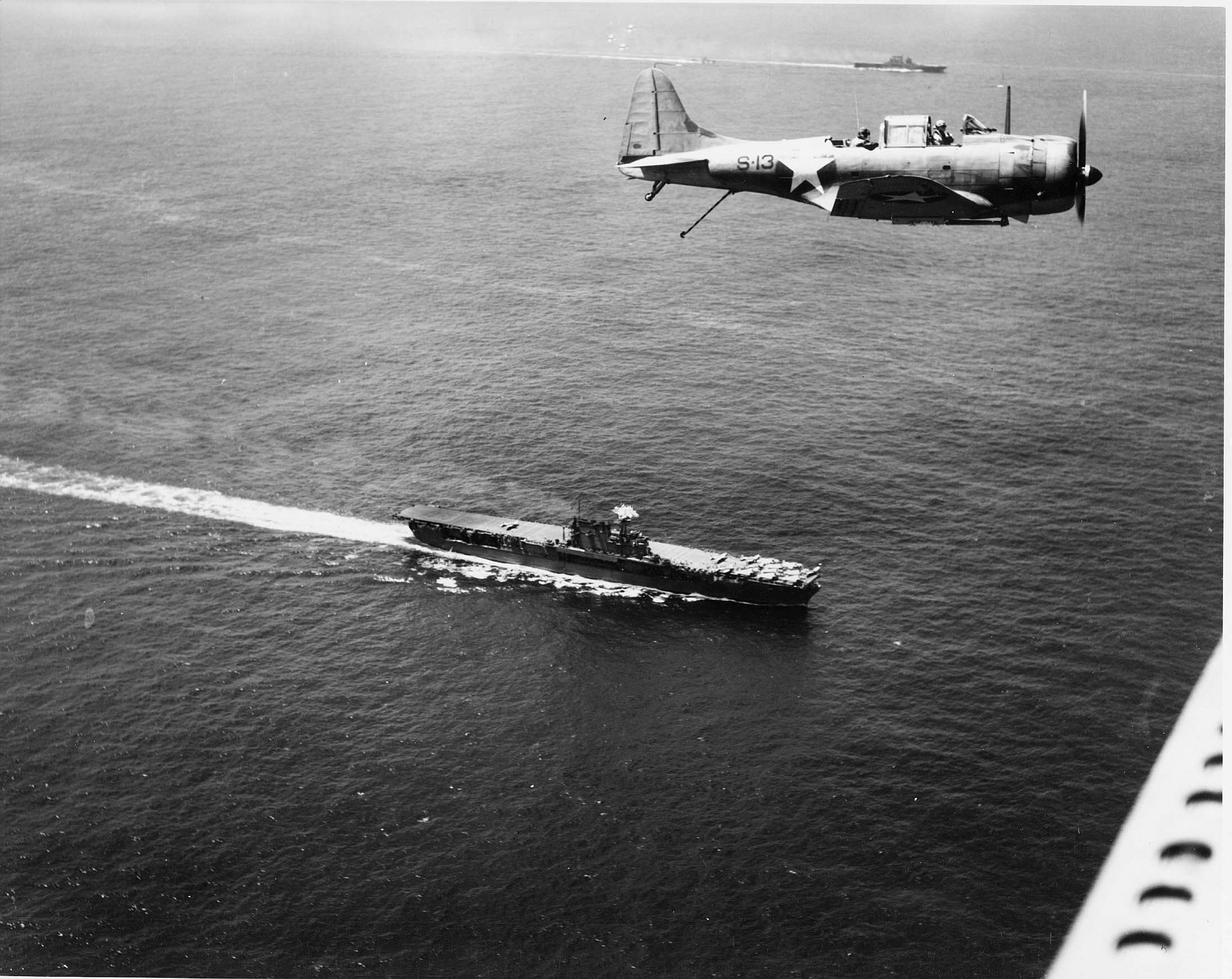
Un SBD Dauntless vola patrulla antisubmarina sobre l'Enterprise i el Saratoga.

Halsey i l'Enterprise van tornar a Pearl Harbor el 8 de desembre al vespre. Explorant les restes de la flota del Pacífic, va comentar: "Abans d'acabar amb ells, l'idioma japonès només es parlarà a l'infern."  Halsey era un comandant agressiu. Per sobre de tot, era un líder enèrgic i exigent que tenia la capacitat de dinamitzar l'esperit de lluita de la Marina dels EUA quan més ho requeria. En els primers mesos de la guerra, quan la nació es va veure sacsejada per la caiguda d'un bastió occidental rere un altre, Halsey va mirar de portar la lluita a l'enemic. Servint com a comandant de la 2a Divisió de Portaavions, a bord del seu vaixell insígnia Enterprise, Halsey va liderar una sèrie d'atacs contra els japonesos, va colpejar les illes Gilbert i Marshall al febrer, l'illa Wake al març i va dur a terme l'incursió de Doolittle a l'abril de 1942 contra Tòquio i altres llocs de l'illa de Honshu, la més gran i poblada del Japó, el primer atac aeri a atacar les illes japoneses, proporcionant un important augmentar la moral nord-americana. L'eslògan de Halsey, "Copeja fort, colpeja ràpid, colpeja sovint", aviat es va convertir en un sinònim de la Marina.
Halsey va tornar a Pearl Harbor des de la seva última incursió el 26 de maig de 1942, amb una salut precària a causa de les condicions extremadament greus i estressants. Havia passat gairebé tots els sis mesos anteriors al pont del portaavions Enterprise, dirigint els contraatacs de la Marina. La psoriasi cobria gran part del seu cos i li causava una picor insuportable, cosa que li feia gairebé impossible dormir. Demacrat i després d'haver perdut 20 lliures (9,1 kg), va ser ordenat mèdicament a l'hospital de Hawaii i va ser tractat amb èxit.
Mentrestant, la intel·ligència naval nord-americana havia comprovat fermament que els japonesos estaven planejant un atac a l'illa central del Pacífic de Midway. L'almirall Chester Nimitz, comandant en cap de la flota del Pacífic, decidit a aprofitar l'oportunitat per enfrontar-s'hi. Perdre Midway hauria estat una amenaça molt greu perquè els japonesos podrien capturar fàcilment Hawaii i amenaçar la costa oest dels Estats Units. La pèrdua del seu almirall de portaavions més agressiu i experimentat en combat, Halsey, la vigília d'aquesta crisi va ser un dur cop per a Nimitz.  Nimitz es va reunir amb Halsey, qui va recomanar al seu comandant de divisió de creuers, el contraalmirall Raymond Spruance, per prendre el comandament de la propera operació Midway.  Nimitz va considerar el moviment, però significaria passar per sobre del contraalmirall Frank Fletcher de la Task Force 17, que era el superior dels dos homes. Després d'entrevistar a Fletcher i revisar els seus informes de la batalla del nar del Corall, Nimitz estava convençut que l'actuació de Fletcher era bona, i se li va donar la responsabilitat de comandar la defensa de Midway. Seguint les recomanacions de Halsey, Nimitz va nomenar el contraalmirall Spruance com a comandant de la Task Force 16 de Halsey, que comprenia els portaavions Enterprise i Hornet. Per ajudar a Spruance, que no tenia experiència com a comandant d'una força de transport, Halsey va enviar el seu irascible cap d'estat major, el capità Miles Browning.
L'estat de la pell de Halsey era tan greu que va ser enviat al creuer lleuger USS Detroit a San Francisco, on va rebre un tractament especialitzat per un al·leròleg. L'afecció de la pell es va reduir aviat, però a Halsey se li va ordenar que es retirés durant les sis setmanes següents i es relaxés. Mentre estava deslligat als Estats Units durant la seva convalescència, va visitar la família i va viatjar a Washington DC. A finals d'agost, va acceptar una xerrada a l'Acadèmia Naval dels EUA a Annapolis. Abans de la discussió sobre les seves incursions contra les posicions japoneses a les illes Marshall, Halsey va informar als guardiamarines: "Perdre la batalla de Midway ha estat la major decepció de la meva carrera, però tornaré al Pacífic on personalment tinc la intenció. per fer un crac a aquells fills de puta de panxa groga i els seus portadors”, que va ser rebut amb forts aplaudiments.
En acabar la seva convalescència el setembre de 1942, l'almirall Nimitz va reassignar Halsey al comandant de la Força Aèria de la Flota del Pacífic.

#### Comandant, Àrea del Pacífic Sud

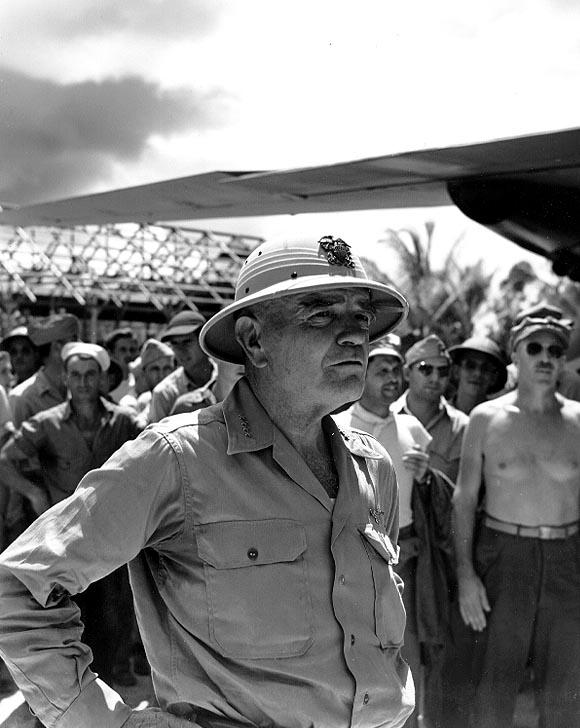
Halsey al Pacífic Sud (maig de 1944)

Després de rebre l'aprovació mèdica per tornar al servei, Halsey va ser nomenat per comandar un grup de treball de transport a l'àrea del Pacífic Sud. Atès que l'Enterprise encara es trobava a Pearl Harbor en reparació després de la batalla de les Salomons Orientals, i la resta de vaixells de la Task Force 16 encara s'estaven preparant, va començar un viatge de familiarització al Pacífic sud el 15 d'octubre de 1942, arribant a la zona de quarter general a Nouméa, a Nova Caledònia el 18 d'octubre. La campanya de Guadalcanal es trobava en un moment crític, amb la 1a Divisió de Marina, 11.000 homes, sota el comandament del major general de marina Alexander Vandegrift aguantant per un fil al voltant de Henderson Field. Els marines van rebre suport addicional del 164è Regiment d'Infanteria de l'exèrcit amb un complement de 2.800 soldats el 13 d'octubre. Aquesta addició només va ajudar a omplir alguns dels greus forats i va ser insuficient per mantenir la batalla per si mateixa.
Durant aquesta coyuntura crítica, el suport naval va ser tènue a causa de la reticència, el malestar i el rendiment poc brillant del vicealmirall Robert L. Ghormley. El comandant de la Flota del Pacífic Chester Nimitz havia conclòs que Ghormley s'havia desanimat i esgotat.  Nimitz va prendre la seva decisió de canviar el comandant de l'àrea del Pacífic Sud mentre Halsey estava de camí. Quan l'avió de Halsey es va aturar a Nouméa, un balener va venir al costat amb el tinent de bandera de Ghormley. Trobant-lo abans que pogués pujar al vaixell insígnia, el tinent li va lliurar un sobre tancat que contenia un missatge de Nimitz: "Prendreu el comandament de l'àrea del Pacífic Sud i les forces del Pacífic Sud immediatament."
L'ordre va ser una sorpresa incòmoda per a Halsey. Ghormley era un amic personal des de fa molt temps, i des dels seus dies com a companys d'equip a l'equip de futbol a Annapolis. Incòmodes o no, els dos homes van complir les seves directrius. El comandament de Halsey ara incloïa totes les forces terrestres, marítimes i aèries de l'àrea del Pacífic Sud. La notícia del canvi va aparèixer i va produir un impuls immediat a la moral dels marines assetjats, donant energia al seu comandament. Va ser considerat àmpliament l'almirall més agressiu de la Marina dels Estats Units, i amb una bona raó. Es va posar a avaluar la situació per determinar quines accions calien. Ghormley no estava segur de la capacitat del seu comandament per mantenir el punt de peu de la Marina a Guadalcanal, i havia estat conscient de deixar-los atrapats allí per repetir el desastre de la península de Bataan. Halsey va deixar clar que no tenia previst retirar els marines. No només pretenia contrarestar els esforços japonesos per desallotjar-los, sinó que pretenia assegurar l'illa. Per sobre de tot, volia recuperar la iniciativa i portar la lluita als japonesos. Va ser dos dies després que Halsey hagués pres el comandament l'octubre de 1942 que va donar l'ordre que tots els oficials navals del Pacífic Sud prescindissin de portar corbates amb els seus uniformes tropicals. Tal com va comentar Richard Frank en el seu relat de la batalla per Guadalcanal:
| « | Halsey va dir que va donar aquesta ordre per adaptar-se a la pràctica de l'exèrcit i per a la comoditat. Segons el seu comandament, evocava visceralment la imatge d'un lluitador que es despullava per a l'acció i simbolitzava un descarriment d'una elegància decadent no més apropiada als tròpics que a la guerra. | » |

Halsey va dirigir el comandament del Pacífic Sud a través del que va ser per a la Marina la fase més tènue de la guerra. Halsey va comprometre les seves forces navals limitades a través d'una sèrie de batalles navals al voltant de Guadalcanal, incloent els enfrontaments de portaavions de la batalla de les Illes Santa Cruz i la batalla naval de Guadalcanal. Aquests enfrontaments van frenar l'avanç japonès i van esgotar les seves forces navals d'avions portaavions i pilots.
Per la seva conducta, l'estil de lideratge "poder fer" i el nombre creixent de forces sota el seu comandament, Halsey va ser ascendit a almirall de quatre estrelles l'octubre de 1942. La promoció va posar a Halsey en el focus públic sostingut per primera vegada, apareixent a la portada. del número de novembre de 1942 de la revista Time que citava Halsey del seu superior Nimitz com "professionalment competent i militarment agressiu sense ser temeràriament temerari" i que el seu la promoció per part del president era quelcom que "ell mereix molt". Les insígnies de quatre estrelles de Halsey es van soldar a partir de les insígnies de contraalmirall; les seves estrelles de vicealmirall van ser enviades a les vídues dels contraalmiralls Daniel J. Callaghan i Norman Scott,, tots dos caiguts en acció.

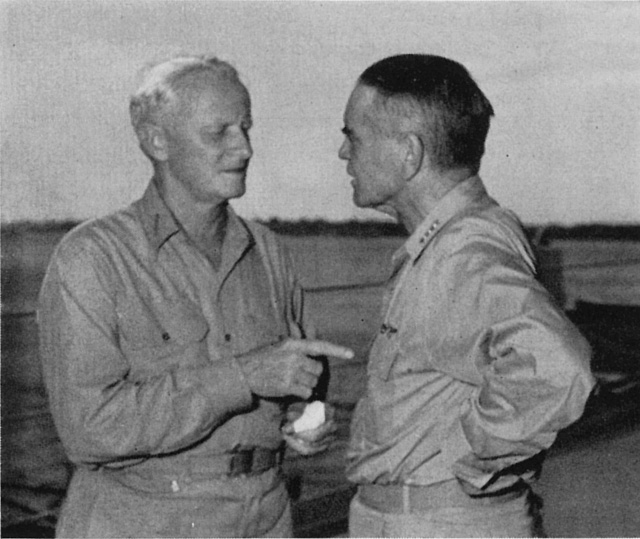
Els almiralls Nimitz i Halsey discuteixen l'estratègia del Pacífic Sud a principis de 1943.

Al novembre, la voluntat de Halsey de posar en risc els dos cuirassats ràpids del seu comandament a les aigües confinades al voltant de Guadalcanal per a un compromís nocturn va donar els seus fruits, i l'Armada dels Estats Units va guanyar la batalla. L'últim compromís naval de la campanya de Guadalcanal va ser decisiu, condemnant la guarnició japonesa i permetent que les forces nord-americanes finalment arribessin al control de l'illa als japonesos.
L'aviació naval japonesa va demostrar ser formidable durant la campanya de Salomó. A l'abril de 1943, Halsey va assignar al contraalmirall Marc Mitscher com a comandant aeri de les Illes Salomó, on va dirigir un conjunt d'avions de l'exèrcit, la marina, la marina i de l'aviació de Nova Zelanda a la guerra aèria sobre Guadalcanal i amunt de la cadena de les Salomó. Halsey va dir: "Sabia que probablement atraparíem l'infern dels japonesos a l'aire. Per això vaig enviar Pete Mitscher allà dalt. Pete era un ximple lluitador i ho sabia."
Típic per al període va ser un intercanvi que es va produir entre Halsey i un dels seus oficials d'estat major el juny de 1943. L'àrea del Pacífic Sud esperava l'arribada d'un grup aeri addicional per donar suport a la seva propera ofensiva. Com a part de la llarga visió de guanyar la guerra presa per Nimitz, a la seva arribada a Fiji, el grup va rebre noves ordres de tornar als Estats Units i ser dividit, els seus pilots per ser utilitzats com a instructors per a l'entrenament de pilots. La seu de Halsey comptava amb el grup aeri per a les seves operacions a la cadena de les Salomó. L'oficial d'estat major que va portar l'enviament a Halsey va comentar: "Si ens fan això, haurem d'anar a la defensiva". L'almirall es va girar cap a l'orador i va respondre: "Mentre tingui un avió i un pilot, em mantindré a l'ofensiva."
Les forces de Halsey van passar la resta de l'any lluitant per la cadena de les Illes Salomó fins a Bougainville. Allà, els japonesos tenien dos aeròdroms a l'extrem sud de l'illa, i un altre a la península més al nord, amb un quart a Buki just a l'altra banda del pas nord. Aquí, en comptes de desembarcar a prop dels aeròdroms japonesos i portar-los contra la major part dels defensors japonesos, Halsey va fer desembarcar la seva força d'invasió de 14.000 marines a Empress Augusta Bay, a la meitat de la costa oest de Bougainville. Allà va fer que els Seabees netegessin i construïssin el seu propi camp d'aviació. Dos dies després del desembarcament, una gran força de creuers va ser enviada des del Japó a Rabaul en preparació per a un enfrontament nocturn contra la força de protecció de Halsey i els vaixells de subministrament a la badia Empress Augusta. Els japonesos havien estat conservant les seves forces navals durant l'últim any, però ara van comprometre una força de set creuers pesats, juntament amb un creuer lleuger i quatre destructors. A Rabaul, la força es va reposar en preparació per a la propera batalla nocturna. Halsey no tenia forces de superfície a prop d'una força equivalent per oposar-s'hi. Els cuirassats Washington, South Dakota, i diversos creuers havien estat traslladats al Pacífic Central per donar suport a la propera invasió de Tarawa. A part de la pantalla de destructors, l'única força que Halsey tenia disponible eren els grups aeris del portaavions Saratoga i Princeton.
Rabaul era un port fortament fortificat, amb cinc aeròdroms i extenses bateries antiaèries. A part de l'atac sorpresa a Pearl Harbor, mai no s'havia realitzat cap missió contra un objectiu com aquest amb avions portaavions. Era molt perillós per a les tripulacions i també per als portaavions. Amb el desembarcament en balanç, Halsey va enviar els seus dos portaavions a vapor al nord durant tota la nit per entrar al rang de Rabaul, i després llançar una incursió contra la base a l'alba. Els avions de la recentment capturada Vella Lavella van ser enviats per oferir una patrulla aèria de combat sobre els portaavions. Tots els avions disponibles dels dos portaavions estaven compromesos amb el propi atac. La missió va ser un èxit impressionant, tan danyant la força de creuers a Rabaul que ja no els va convertir en una amenaça. Les pèrdues d'avions en l'atac van ser lleugeres. Halsey va descriure més tard l'amenaça als desembarcaments com "l'emergència més desesperada que em va enfrontar durant tot el meu mandat com a ComSoPac."
Després de l'èxit de l'operació Bougainville, va aïllar i neutralitzar la fortalesa naval japonesa a Rabaul capturant posicions circumdants a l'arxipèlag de Bismarck en una sèrie d'aterratges amfibis coneguts com a Operació Cartwheel. Això va permetre la continuació de la marxa cap al nord sense els forts combats que haurien estat necessaris per capturar la base. Amb la neutralització de Rabaul, les grans operacions a l'àrea del Pacífic Sud van arribar a la seva fi. Amb la seva determinació i valentia, Halsey havia reforçat la determinació del seu comandament i va agafar la iniciativa dels japonesos fins que els vaixells, avions i tripulacions produïts i entrenats als Estats poguessin arribar el 1943 i el 1944 per inclinar la balança de la guerra a favor dels aliats.

#### Batalles del Pacífic Central

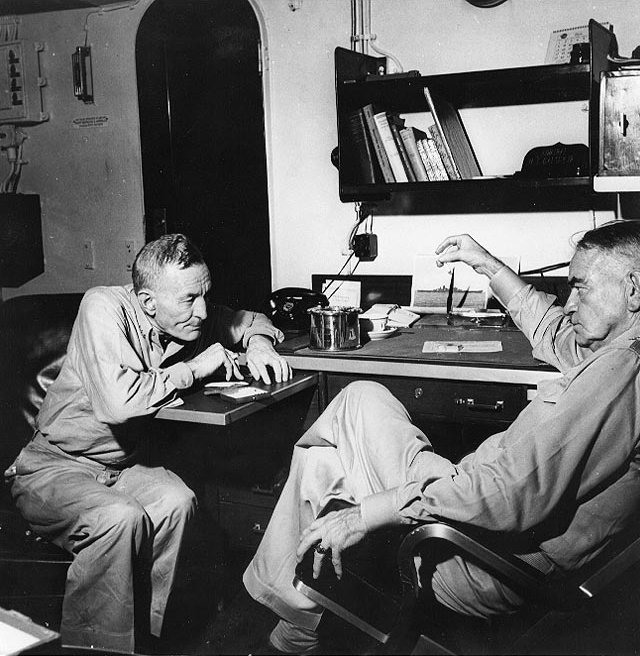
Halsey (dreta) conversa amb el comandant de la Força de Task 38 i el seu company John S. McCain Sr. a bord del vaixell insígnia de Halsey,, el desembre de 1944

A mesura que avançava la guerra, es va traslladar fora del Pacífic Sud i cap al Pacífic Central. El comandament de Halsey va canviar amb ell, i el maig de 1944 va ser ascendit a comandant de la recentment formada Tercera Flota. Va comandar accions des de les Filipines fins al Japó. Des de setembre de 1944 fins a gener de 1945, va dirigir les campanyes per prendre Palaus, Leyte i Luzon, i en nombroses incursions a bases japoneses, incloses les costes de Formosa, Xina i Vietnam.
En aquest moment del conflicte, la Marina dels Estats Units estava fent coses que l'alt comandament japonès no havia pensat possibles. El Fast Carrier Task Force va poder portar a la batalla prou potència aèria per dominar els avions terrestres i dominar qualsevol àrea en què operava la flota. lA més, la capacitat de la Marina d'establir ports operatius d'avançada com van fer a Majuro, Enewetak i Ulithi, i la seva capacitat de transportar subministraments a les forces de treball de combat, va permetre que la flota operes durant llargs períodes lluny al mar al Pacífic Central i Occidental. L'armada japonesa es va mantenir a port i sortiria amb força per enfrontar-se a l'enemic. L'armada nord-americana va romandre al mar i a l'estació, dominant qualsevol regió a la qual va entrar. La mida de l'oceà Pacífic, que els planificadors japonesos havien pensat que limitaria la capacitat de la Marina dels Estats Units per operar al Pacífic occidental, no seria adequada per protegir el Japó.
El comandament de la "gran flota blava" es va alternar amb Raymond Spruance. Sota Spruance, la designació de la flota era la Cinquena Flota i la Força de Tasques dels Portaavions Ràpids es va designar "Força de Task 58". Sota Halsey, la flota va ser designada Tercera Flota i la Força de Tasques dels Portaavions Ràpids va ser designada "Task Force 38". L'estructura de comandament dividida tenia la intenció de confondre els japonesos i crear un ritme més alt d'operacions. Mentre Spruance estava al mar operant la flota, Halsey i el seu personal, autoanomenat "Departament de Trucs Bruts", estarien planificant la següent sèrie d'operacions. Els dos almiralls eren un contrast d'estils. Halsey era agressiu i va prendre riscos. Spruance era calculador, professional i prudent. La majoria dels oficials de rang superior preferien servir sota Spruance; els mariners més comuns estaven orgullosos de servir sota Halsey.

##### Golf de Leyte

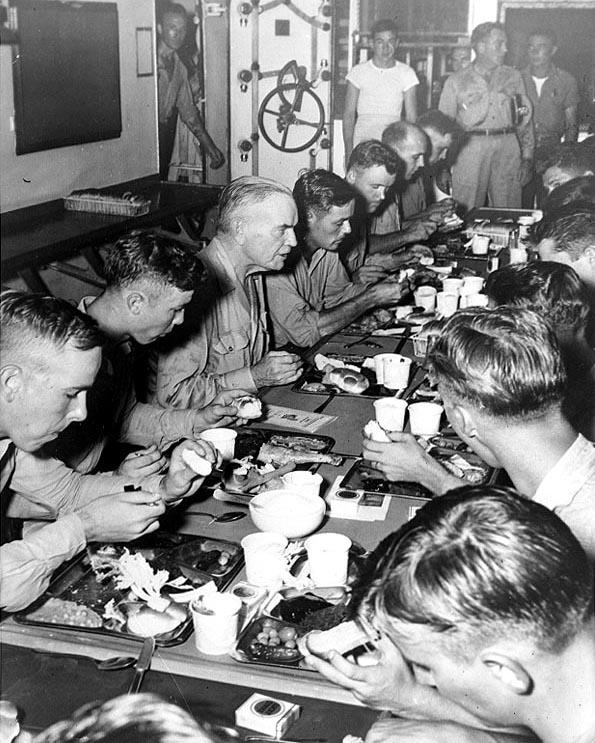
Halsey sopa amb la tripulació de l'USS New Jersey (novembre de 1944)

L'octubre de 1944, les forces amfíbies de la Setena Flota van dur a terme els principals desembarcaments del general Douglas MacArthur a l'illa de Leyte a les Filipines Centrals. La Tercera Flota de Halsey va ser assignada per cobrir i donar suport a les operacions de la Setena Flota al voltant de Leyte. Els plans de Halsey suposaven que la flota japonesa o una part important d'ella desafiaria l'esforç, creant una oportunitat per participar-hi de manera decisiva. Halsey va dir que la Tercera Flota "buscarà l'enemic i intentarà aconseguir un compromís decisiu si emprèn operacions més enllà del suport de forces aèries terrestres superiors."
En resposta a la invasió, els japonesos van llançar el seu darrer gran esforç naval, una operació coneguda com 'Sho-Go', que implicava gairebé tota la seva flota supervivent. Tenia l'objectiu de destruir els vaixells d'invasió al golf de Leyte. La Força del Nord de l'almirall Jisaburō Ozawa es va formar al voltant dels portaavions japonesos restants, ara afeblits per la gran pèrdua de pilots entrenats. La Força del Nord estava destinada a atreure les forces nord-americanes que cobreixin lluny del Golf, mentre que dos grups de batalla de superfície, la Força del Centre i la Força del Sud, havien de trencar el cap de platja i atacar el vaixell d'invasió. Aquestes forces es van construir al voltant de la força restant de l'armada japonesa, i constaven d'un total de 7 cuirassats i 16 creuers. L'operació va provocar la batalla del golf de Leyte, la batalla naval més gran de la Segona Guerra Mundial i, segons alguns criteris, la batalla naval més gran de la història.
El 23 d'octubre, la Força Central comandada pel vicealmirall Takeo Kurita va ser localitzada passant pel passatge de Palawan per dos submarins nord-americans, que van atacar la força, enfonsant dos creuers pesats i danyant-ne un tercer. L'endemà, els portaavions de la Tercera Flota van llançar atacs contra la Força Central de Kurita, enfonsant el cuirassat Musashi i danyant el creuer pesant Myōkō, fent que la força girés cap a l'oest cap a la seva base. Semblava que Kurita es retirava, però més tard va invertir el rumb i va tornar a l'estret de San Bernardino. En aquest punt, la Força del Nord d'Ozawa va ser localitzada per avions d'exploració de la Tercera Flota. Halsey va prendre la transcendental decisió de portar totes les forces disponibles cap al nord per destruir les forces de portaavions japoneses, planejant atacar-les a la matinada del 25 d'octubre. Va considerar deixar un grup de batalla enrere per protegir l'estret i va fer plans provisionals per fer-ho, però va sentir que també hauria d'abandonar un dels seus tres grups de portaavions per proporcionar cobertura aèria, debilitant la seva possibilitat d'aixafar les forces de portaavions japoneses restants. Tota la Tercera Flota es va dirigir cap al nord. L'estret de San Bernardino va quedar efectivament desprotegit per cap flota de superfície important.

##### Batalla davant Samar
En moure la Tercera Flota cap al nord, Halsey no va informar de la seva decisió a l'almirall Thomas Kinkaid de la Setena Flota. Les intercepcions de la Setena Flota de missatges organitzatius de Halsey als comandants del seu propi grup de treball semblaven indicar que Halsey havia format un grup de treball i el va separar per protegir l'estret de San Bernardino, però aquest no va ser el cas. Kinkaid i el seu personal no van confirmar això amb Halsey, i cap dels dos ho havia confirmat amb Nimitz.
Malgrat els informes de reconeixement aeri de la nit del 24 al 25 d'octubre de la força central de Kurita a l'estret de San Bernardino, Halsey va continuar prenent la Tercera Flota cap al nord, lluny del golf de Leyte.

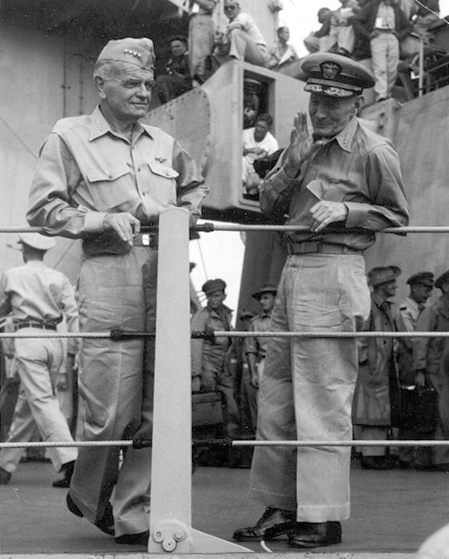
Halsey amb el vicealmirall John S. McCain Sr.

Quan la Força Central de Kurita va emergir de l'estret de San Bernardino el matí del 25 d'octubre, no hi havia res per oposar-s'hi excepte una petita força de portaavions d'escorta i controlant destructors i destructors d'escorta, la Unitat de Tasques 77.4.3 "Taffy 3", que havia estat encarregada i armada per atacar tropes a terra i protegir-se dels submarins, no oposar-se a la flota de superfície enemiga més gran des de la batalla de Midway, liderada pel cuirassat més gran del món. Avançant per la costa de l'illa de Samar cap als transports de tropes i els vaixells de suport del desembarcament del golf de Leyte, van prendre per sorpresa els portaavions d'escorta de la Setena Flota i els seus vaixells de control.
En la desesperada batalla de Samar que va seguir, les naus de la Kurita van destruir un dels portaavions d'escorta i tres vaixells de la pantalla dels portaavions, i també van danyar una sèrie d'altres vaixells. La notable resistència dels vaixells de projecció de Taffy 3 contra el grup de batalla de Kurita segueix sent una de les gestes més heroiques de la història de la Marina dels Estats Units. Els seus esforços i els dels diversos centenars d'avions que podien portar els portaavions d'escorta, molts dels quals, però, no podien estar armats amb l'artilleria més eficaç per fer front als vaixells de superfície pesats a temps, van afectar molt els vaixells de Kurita i el van convèncer. que s'enfrontava a una força més forta del que era el cas. Confonent els portaavions d'escorta amb els portaavions de la flota de Halsey i tement que els sis cuirassats del grup de cuirassats de la Tercera Flota quedessin atrapats, va decidir retirar-se per l'estret de San Bernardino i cap a l'oest sense aconseguir el seu objectiu d'interrompre el desembarcament de Leyte.
Quan els portaavions d'escorta de la Setena Flota es van trobar sota l'atac de la Força Central, Halsey va començar a rebre una successió de trucades desesperades de Kinkaid demanant ajuda immediata a Samar. Durant més de dues hores, Halsey va fer oïdes sordes a aquestes trucades. Aleshores, poc després de les 10:00 hores, va rebre un missatge de l'almirall Nimitz: "On es repeteix, on és el Task Force 34? El món es pregunta". L'extrem final d'aquest missatge, El món es pregunta, estava pensat com un farciment dissenyat per confondre els descodificadors enemics, però es va deixar equivocadament al missatge quan se'l va lliurar a Halsey. La investigació urgent s'havia convertit aparentment en una rebeca punyent. El foc Halsey va llançar el seu barret a la coberta del pont i va començar a maleir.  Finalment, el cap d'estat major de Halsey, el contraalmirall Robert "Mick" Carney, es va enfrontar a ell i li va dir a Halsey: "Deixa-ho! Què dimonis et passa? Reuneix-te."
Halsey es va serenar però va continuar impulsant la Tercera Flota cap al nord per tancar-se a la Força del Nord d'Ozawa durant una hora sencera després de rebre el senyal de Nimitz.  Aleshores, Halsey va ordenar la Task Force 34 que es dirigís cap al sud. A mesura que la Task Force 34 avançava cap al sud, es van retardar encara més quan la força de batalla va haver de frenar a 12 nusos perquè els cuirassats poguessin repostar els seus destructors d'escorta. L'avituallament va costar dues hores i mitja més de retard.  Quan la Task Force 34 va arribar al lloc dels fets, era massa tard per ajudar els grups de portaavions d'escorta de la Setena Flota. Kurita ja havia decidit retirar-se i havia abandonat la zona. Els creuers i destructors avançats de Halsey van capturar un únic destructor, però la resta de la força de la Kurita va poder escapar.
Mentrestant, la major part de la Tercera Flota va continuar tancant-se a la Força del Nord d'Ozawa, que incloïa un portaavions de la flota (l'últim portaavions japonès supervivent dels sis que havien atacat Pearl Harbor) i tres portaavions lleugers. La batalla del cap Engaño va provocar que la Tercera Flota de Halsey enfonsés els quatre portaavions d'Ozawa.
Els mateixos atributs que van fer de Halsey un líder inestimable en els primers mesos desesperats de la guerra, el seu desig de portar la lluita a l'enemic, la seva voluntat d'assumir una aposta, van treballar contra ell en les últimes etapes de la guerra. Halsey va rebre moltes crítiques per les seves decisions durant la batalla, amb l'historiador naval Samuel Morison anomenant el moviment de la Tercera Flota cap al nord "l'error de Halsey".  No obstant això, la destrucció dels portaavions japonesos havia estat un objectiu important fins aquell moment, i els desembarcaments de Leyte encara van tenir èxit malgrat que Halsey caigués davant la trampa de la Marina japonesa.

#### El tifó de Halsey

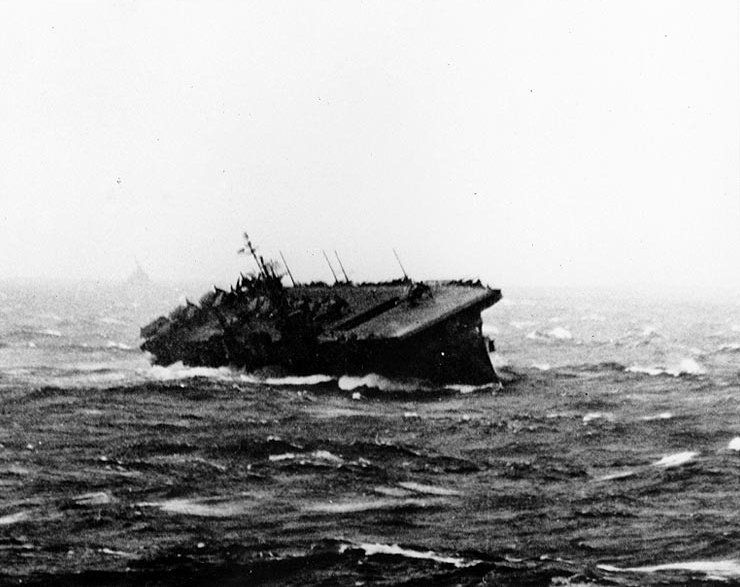
lluita al tifó Cobra.

Després de l'enfrontament del golf de Leyte, el desembre es va trobar que la Tercera Flota s'enfrontava a un altre poderós enemic en forma de Tifó Cobra, que va ser batejat per molts "el tifó de Halsey".
Mentre feia operacions a les Filipines, la flota va haver d'interrompre l'aprovisionament a causa d'una tempesta del Pacífic. En lloc d'allunyar la Tercera Flota, Halsey va optar per romandre a l'estació un altre dia. Per ser justos, va rebre informació contradictòria de Pearl Harbor i el seu propi personal. Els meteoròlegs hawaians van predir un camí cap al nord per a la tempesta, que hauria netejat la Task Force 38 en unes dues-centes milles (320 km). Finalment, el seu propi personal va proporcionar una predicció sobre la direcció de la tempesta que estava molt més a prop de la marca amb una direcció oest.
No obstant això, Halsey va jugar amb les probabilitats, declinant cancel·lar les operacions planificades i exigint que els vaixells de la Tercera Flota mantinguessin la formació. La tarda del 17 de desembre, la Tercera Flota no va poder aterrar la seva patrulla aèria de combat a causa de les cobertes de llançament i rodament dels portaavions. Tots els avions van ser abandonats a l'oceà i es van perdre, però tots els pilots es van salvar amb destructors acompanyants. A les 10:00 del matí següent, es va observar que el baròmetre del vaixell insígnia baixava precipitadament. Amb la mar cada cop més pesada, la flota encara intentava mantenir les estacions. L'amenaça era més gran per als destructors de la flota, que no tenien les reserves de combustible dels vaixells més grans i estaven perillosament baixes. Finalment, a les 11:49, Halsey va emetre l'ordre perquè els vaixells de la flota prenguessin el rumb més còmode disponible. Molts dels vaixells més petits ja s'havien vist obligats a fer-ho.
Entre les 11:00 i les 14:00, el tifó va fer el seu pitjor dany, llançant els vaixells en onades de 70 peus (21 m). El baròmetre va continuar baixant i el vent va rugir a 83 nusos (154 km/h) amb ratxes de més de 100 nusos (185 km/h). A les 13:45 h. Halsey va emetre un avís de tifó a la Central Metereològica de la Flota. En aquest moment, la Tercera Flota havia perdut tres dels seus destructors. Quan la tempesta va acabar l'endemà, molts vaixells de la flota havien estat danyats, tres destructors s'havien enfonsat, 146 avions van quedar destruïts i 802 mariners s'havien perdut. Durant els tres dies següents, la Tercera Flota va dur a terme operacions de recerca i rescat, i finalment es va retirar a Ulithi el 22 de desembre de 1944.
Després del tifó es va convocar un tribunal d'investigació de la Marina a bord de l'USS Cascade a la base naval d'Ulithi. L'almirall Nimitz, CINCPAC, va ser present al tribunal, el vicealmirall John H. Hoover va presidir-lo, amb els almiralls George D. Murray i Glenn B. Davis com a jutges associats. El capità Herbert K. Gates, de quaranta-tres anys, del Cascade, era el jutge advocat. La investigació va trobar que tot i que Halsey havia comès un error de judici en navegar la Tercera Flota cap al cor del tifó, no va arribar a recomanar una sanció inequívoca. Els esdeveniments al voltant del tifó Cobra van ser similars als que s'havia enfrontat la marina japonesa uns nou anys abans en el que van anomenar "l'incident de la Quarta Flota."

#### Final de la guerra

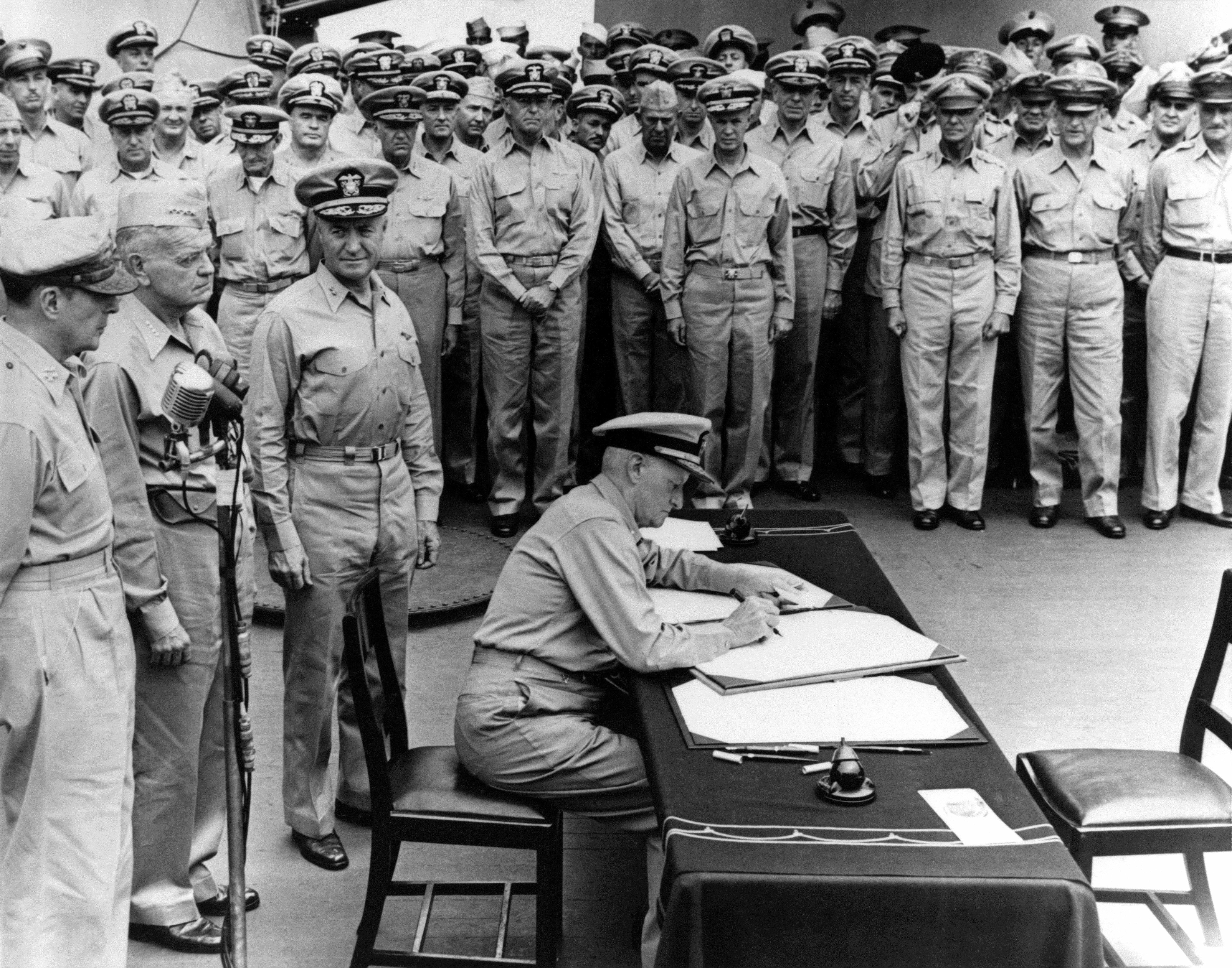
L'Almirall de la Flota Nimitz signant els documents de rendició a bord de l'USS Missouri. Darrere d'ell hi ha el general Douglas MacArthur, el contralmirall Forrest Sherman i Halsey (mig).

Durant el gener de 1945, la Tercera Flota va atacar Formosa i Luzón, i va atacar el mar de la Xina Meridional en suport del desembarcament de les forces de l'exèrcit nord-americà a Luzón. En acabar aquesta operació, Halsey va passar el comandament dels vaixells que formaven la Tercera Flota a l'Almirall Spruance el 26 de gener, després de la qual cosa la seva designació va canviar a Cinquena Flota. En tornar a casa, a Halsey se li va preguntar sobre el general MacArthur, amb qui no era l'home més fàcil de treballar, i va competir amb l'Armada per la conducta i la gestió de la guerra al Pacífic. Halsey havia treballat bé amb MacArthur i no li importava dir-ho. Quan un periodista va preguntar a Halsey si pensava que la flota de MacArthur (7a Flota) arribaria primer a Tòquio, l'almirall va somriure i va respondre: "Anem-hi junts". Després, seriosament, va afegir: "És un home molt fi. He treballat amb ell durant més de dos anys i li tinc la màxima admiració i respecte".
Spruance va ocupar el comandament de la Cinquena Flota fins al maig, quan el comandament va tornar a Halsey. A principis de juny de 1945, la Tercera Flota va tornar a navegar pel camí d'un tifó, el tifó Connie. En aquesta ocasió, sis homes van ser escombrats per la borda i es van perdre, juntament amb 75 avions perduts o destruïts, amb altres 70 molt danyats. Tot i que alguns vaixells van patir danys importants, no es va perdre cap. Es va tornar a convocar un tribunal d'investigació de la Marina, aquesta vegada va recomanar que Halsey fos reassignat, però l'almirall Nimitz es va negar a complir aquesta recomanació, citant l'historial de servei anterior de Halsey, tot i que aquest registre inclou un cas anterior de navegar negligentment la seva flota a través d'un tifó. .
Halsey va dirigir la Tercera Flota a través de les etapes finals de la guerra, assolint objectius a la pròpia terra japonesa. Els avions de la Tercera Flota van dur a terme atacs a Tòquio, la base naval de Kure i l'illa d'Hokkaidō, al nord del Japó, i els cuirassats de la Tercera Flota van participar en el bombardeig de diverses ciutats costaneres japoneses en preparació per a una invasió del Japó, que finalment mai va haver de ser realitzada.
Després del cessament de les hostilitats, Halsey, encara agressivament prudent amb els atacs kamikazes japonesos, va ordenar a la Tercera Flota que mantingués una coberta aèria de protecció amb el següent comunicat:
| « | Cessament de les hostilitats. La guerra s'ha acabat. Si apareix algun avió japonès, abateu-lo de manera amistosa. | » |

Va estar present quan el Japó es va rendir formalment a la coberta del seu vaixell insígnia, l'USS Missouri, el 2 de setembre de 1945.

### Anys de postguerra

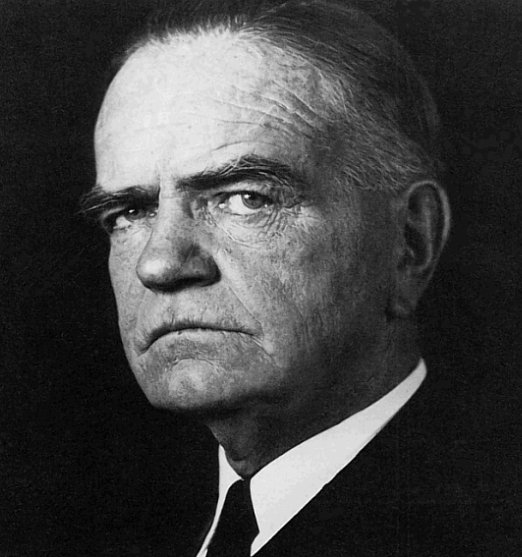
Un petit retrat de Halsey

Immediatament després de la rendició del Japó, 54 vaixells de la Tercera Flota van tornar als Estats Units, amb la bandera de quatre estrelles de Halsey onejant des de l'USS South Dakota, per a les celebracions anuals del Dia de la Marina a San Francisco el 27 d'octubre de 1945. Va arriar el seu bandera el 22 de novembre de 1945 i se li va assignar una funció especial a la Oficina de la Secretaria de la Marina. L'11 de desembre de 1945, va prestar jurament com a Almirall de la Flota, convertint-se en el quart i encara el més recent oficial naval atorgat aquest grau.  Halsey va fer un viatge de bona voluntat, passant per Amèrica Central i Amèrica del Sud, cobrint prop de 28.000 milles (45.000 km) i 11 nacions. Es va retirar del servei actiu el març de 1947, però com a almirall de la flota, no va ser retirat de l'estat de servei actiu.
A Halsey se li va preguntar sobre les armes utilitzades per guanyar la guerra i va respondre:
| « | Si hagués de donar crèdit als instruments i màquines que ens van guanyar la guerra al Pacífic, els valoraria en aquest ordre: primer submarins, segon radar, avions tercer, bulldozers quart.. | » |

Halsey es va unir a la Societat dels Fills de la Revolució Americana de Nova Jersey el 1946. Quan es va jubilar, es va unir a la junta de dues filials de la International Telephone and Telegraph Company, inclosa la American Cable and Radio Corporation, i va servir fins a 1957. Va mantenir un oficina a prop de la part superior de l'edifici ITT al número 67 de Broad Street, a la ciutat de Nova York a finals dels anys 50. Va participar en una sèrie d'esforços per preservar el seu antic vaixell insígnia USS Enterprise com a memorial al port de Nova York. Van resultar infructuosos, ja que no va ser possible aconseguir finançament suficient per preservar el vaixell.

### Vida personal
Mentre estava a la Universitat de Virgínia va conèixer Frances Cooke Grandy (1887–1968) de Norfolk, Virgínia, a qui Halsey va anomenar "Fan". Després del seu retorn de la circumnavegació del món per part de la Gran Flota Blanca i després de la seva promoció al rang de tinent ple, va poder persuadir-la de casar-se amb ell. Es van casar l'1 de desembre de 1909 a Christ Church a Norfolk. Entre els acomodadors hi havia els amics de Halsey Thomas C. Hart i Husband E. Kimmel. Fan va desenvolupar una depressió maníaca a finals de la dècada de 1930 i finalment va haver de viure al marge de Halsey.  La parella va tenir dos fills, Margaret Bradford (10 d'octubre de 1910 – 15 de desembre de 1979) i William Frederick Halsey III (8 de setembre de 1915 – 23 de setembre de 2003). Halsey és també l'oncle avi de l'actor Charles Oliver Hand, conegut professionalment com Brett Halsey, que va triar el seu nom artístic com a referència a ell.

### Mort

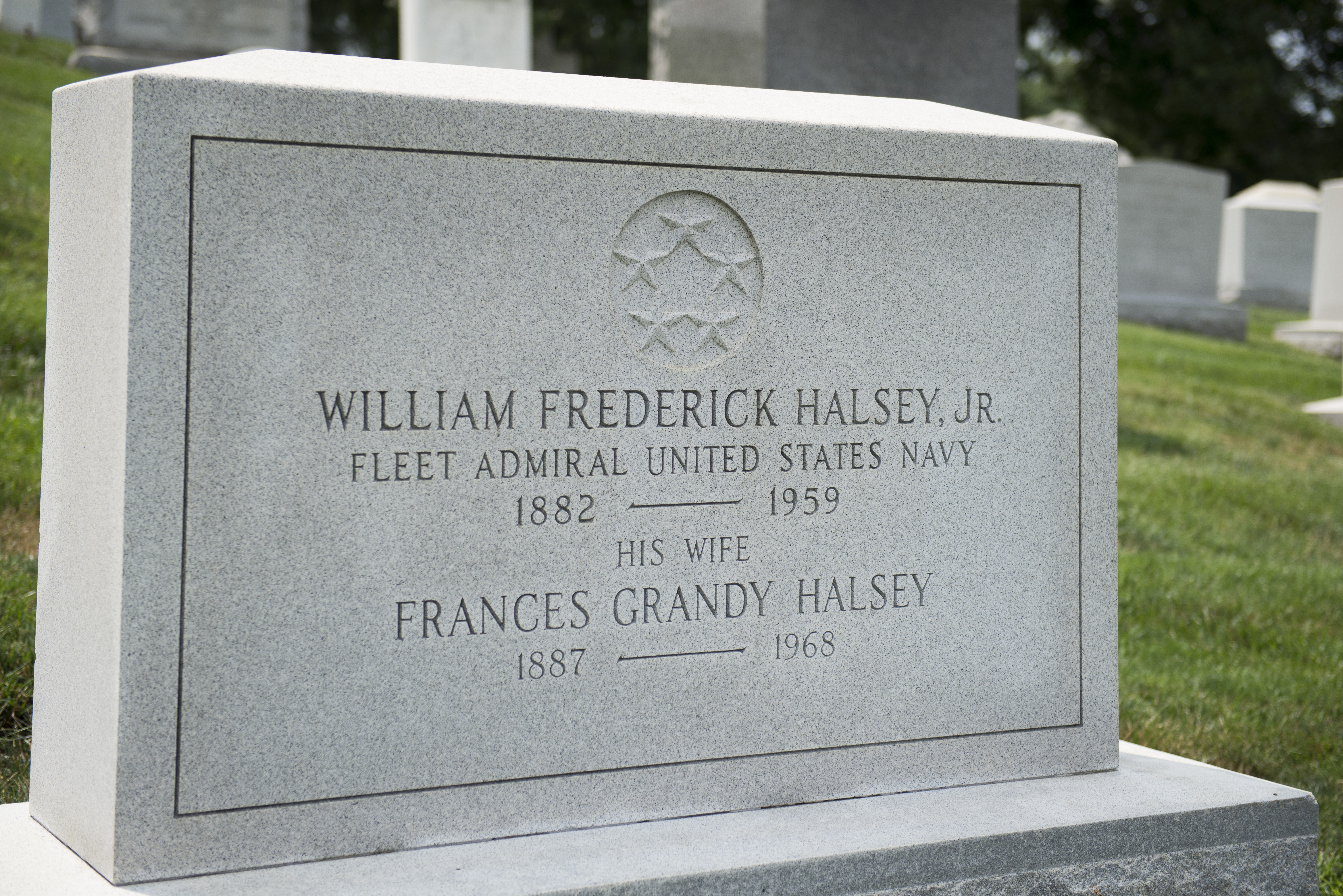
La tomba de Halsey al Cementiri Nacional d'Arlington

Mentre estava de vacances a Fishers Island, Nova York, Halsey va morir d'un atac de cor als 76 anys el 16 d'agost de 1959. Després de romandre a l'estat a la catedral nacional de Washington, va ser enterrat el 20 d'agost prop dels seus pares al Cementiri Nacional d'Arlington. La seva dona, Frances Grandy Halsey, està enterrada amb ell.
Preguntat sobre la seva contribució al Pacífic i el paper que va jugar en la defensa dels Estats Units, Halsey va dir simplement:
| « | No hi ha grans homes, només grans reptes que els homes corrents, per necessitat, es veuen obligats per les circumstàncies a afrontar. | » |

## Dates de promoció
Guardiamarina – Classe de 1904
 Alferes - 2 de febrer de 1906
 Tinent (rang inferior) - 2 de febrer de 1909
 Tinent - 2 de febrer de 1909
 Tinent comandant - 29 d'agost de 1916
 Comandant - 1 de febrer de 1918
 Capità - 10 de febrer de 1927
 Contraalmirall - 1 de març de 1938
 Vicealmirall - 13 de juny de 1940
 Almirall - 18 de novembre de 1942
 Almirall de la Flota - 11 de desembre de 1945 (rang permanent)
Halsey mai va ocupar el grau de tinent (grau junior), ja que va ser nomenat tinent complet després de tres anys de servei com a ensenya. Per raons administratives, el registre naval de Halsey afirma que va ser ascendit al grau de tinent (grau junior) i tinent el mateix dia.
En el moment de la promoció de Halsey a contraalmirall, tant els contraalmiralls meitat inferior (O-7) com els contraalmiralls meitat superior (O-8) portaven dues estrelles. Aquest va ser el cas fins al 1942. Durant la Segona Guerra Mundial i fins al 1950, la Marina va utilitzar el rang de comodor d'una estrella per a determinades especialitats del personal.

## Condecoracions
|                                                                                      | Insígnia d'aviador naval                                                |
| Plantilla:Ribbon devices/alt                                                         | Creu de la Marina                                                       |
| Gold star · Gold star · Gold star · Plantilla:Ribbon devices/alt                     | Medalla del Servei Distingit a la Marina amb tres estrelles d'or        |
| Plantilla:Ribbon devices/alt                                                         | Medalla del Servei Distingit a l'Exèrcit                                |
| Bronze star · Plantilla:Ribbon devices/alt                                           | Citació Presidencial d'Unitat amb una estrella de bronze                |
|                                                                                      | Medalla del Servei a Mèxic                                              |
| Bronze star · Plantilla:Ribbon devices/alt                                           | Medalla de la Victòria a la I Guerra Mundial amb fermall Destructor     |
| Bronze star · Plantilla:Ribbon devices/alt                                           | Medalla del Servei de Defensa Americana fermall Flota                   |
| Plantilla:Ribbon devices/alt                                                         | Medalla de la Campanya Americana                                        |
| Silver star · Silver star · Bronze star · Bronze star · Plantilla:Ribbon devices/alt | Medalla de la Campanya Asiàtica-Pacífica amb dotze estrelles de batalla |
|                                                                                      | Medalla de la Victòria a la II Guerra Mundial                           |
|                                                                                      | Medalla del Servei a la Defensa Nacional                                |
| Plantilla:Ribbon devices/alt                                                         | Gran Creu de Orde de Maig del Mèrit Naval (Argentina)                   |
| Plantilla:Ribbon devices/alt                                                         | Gran Creu de l'orde de la Creu del Sud (Brasil)                         |
| Plantilla:Ribbon devices/alt                                                         | Gran Creu de l'orde del Mèrit (Xile)                                    |
| Plantilla:Ribbon devices/alt                                                         | Gran Creu de Boyaca (Colòmbia)                                          |
| Plantilla:Ribbon devices/alt                                                         | Gran Creu de l'orde de Vasco de Núñez de Balboa (Panamà)                |
|                                                                                      | Cap Suprem de l'orde de Quetzal (Guatemala)                             |
| Plantilla:Ribbon devices/alt                                                         | Orde d'Abdon Calderón de 1a classe (Equador)                            |
|                                                                                      | Cavaller Comandant de l'Ordre de l'Imperi Britànic (Regne Unit))        |
|                                                                                      | Orde del Mèrit de 1a classe (Xile)                                      |
| Plantilla:Ribbon devices/alt                                                         | Orde del Mèrit Naval (Cuba)                                             |
|                                                                                      | Orde del Redeptor (Grècia)                                              |
| Plantilla:Ribbon devices/alt                                                         | Orde d'Ayacucho (Perú)                                                  |
| Plantilla:Ribbon devices/alt                                                         | Orde del Liberator (Veneçuela)                                          |
| Plantilla:Ribbon devices/alt                                                         | Citació d'Unitat Presidencial (Filipines)                               |
| Bronze star · Bronze star · Plantilla:Ribbon devices/alt                             | Medalla de l'Alliberament de Filipines amb dues estrelles (Filipines)   |

## Honors
- Halsey Field, NAS North Island a Coronado, Califòrnia, dedicat el 20 d'octubre de 1960 a la celebració dels 50 anys de l'aviació naval (1911–1961).[65]
- Halsey Society, organització d'estudiants Naval ROTC a la Texas A&M University[66]

### Edificis
- Admiral William F. Halsey Jr. Leadership Academy & William F. Halsey House, Elizabeth High School a Elizabeth, New Jersey[67]
- Halsey Field House, Acadèmia Naval dels Estats Units
- Halsey Gym, Halsey Gym, el principal gimnàs físic de la  Naval Air Facility Atsugi, Ayase, prefectura de Kanagawa, Japó
- Halsey Hall, Universitat de Virgínia
- Halsey Terrace, habitatge de la Marina dels EUA a  Honolulu, Hawaii[68]
- Halsey Hall, Jonathan Dayton High School
- USS Halsey (BEQ-439), una caserna d'allistat per a estudiants que cursen una formació inicial a l'estació naval de Great Lakes, Illinois
- W. F. Halsey Elementary School, RAF Edzell, Escòcia, Regne Unit. L'escola DOD va tancar el 1997 quan es va tancar la base.

### Vaixells
- USS Halsey (CG-23), un creuer de míssils guiats de classe Leahy
- USS Halsey (DDG-97), un destructor de míssils guiats de classe Arleigh Burke

## A la cultura popular
- Halsey va ser interpretada per James Cagney al bio-pic de 1959, The Gallant Hours; per James Whitmore a la pel·lícula de 1970, Tora! Tora! Tora!; per Robert Mitchum a la pel·lícula de 1976, Midway, i per Dennis Quaid a la pel·lícula de 2019 Midway.
- Halsey fa una breu aparició a la novel·la de Herman Wouk Els vents de la guerra, i té un paper secundari més important a la seqüela Guerra i record. Wouk va ser extremadament crític amb el maneig de Halsey de la batalla al golf de Leyte, però també va dir que era un constructor massa gran de la moral naval per ser retirat en desgràcia. (Capítol 92) Halsey va ser retratada a l' adaptació de la minisèrie de televisió de 1983 de The Winds of War de Richard X. Slattery, i a l'adaptació de la minisèrie de 1988 de War and Remembrance de Pat Hingle.
- Halsey ha estat interpretat en altres pel·lícules i minisèries de televisió, interpretades per Glenn Morshower (Pearl Harbor, 2001), Kenneth Tobey (MacArthur, 1977), Jack Diamond (Battle Stations, 1956), John Maxwell, (The Eternal Sea, 1955) and Morris Ankrum (Thirty Seconds Over Tokyo, 1944).
- Un "Almirall Halsey" s'esmenta a la cançó de Paul i Linda McCartney "Uncle Albert/Admiral Halsey". El cor de "mans a través de l'aigua, caps a través del cel" era una referència als programes d'ajuda nord-americans de la Segona Guerra Mundial. McCartney va especificar més tard que la segona meitat de la cançó era realment en honor a William Halsey.[69]
- El 4 de març de 1951, Halsey va aparèixer com a convidat misteriós a l'episodi núm. 40 del programa de jocs, What's My Line, on el panell va deduir correctament la seva identitat.[70]
- A la sèrie de televisió, McHale's Navy, un dels eslògans del capità Binghamton sempre que es frustrava amb un dels esquemes de McHale era: "Què, en nom de Halsey, està passant aquí?"
- Halsey és citat a la pel·lícula de 1990 La caça de l'Octubre Roig. El comandant del submarí soviètic Marko Ramius, mentre es troba en una batalla amb el submarí d'atac soviètic Konovalov, li pregunta a Jack Ryan quins llibres va escriure per a la CIA. Ryan n'esmenta un sobre l'almirall Halsey, titulat The Fighting Sailor (no s'ha de confondre amb un llibre real del mateix títol); Ramius revela la seva consciència del llibre i expressa el seu menyspreu per l'avaluació de Ryan sobre Halsey, dient: "Les teves conclusions estaven equivocades, Ryan. Halsey va actuar estúpidament".
- Un personatge de The Orville de Seth MacFarlane es diu Almirall Halsey, presumiblement després de l'Almirall Halsey.
- A The Bridge on the River Kwai, el personatge de William Holden, fingint la bogeria com a excusa per fer-se passar per un oficial, diu: "Estic *empitjorant, ja ho saps. De vegades penso que sóc l'almirall Halsey".
- Una antiga àrea de servei a l' autopista de peatge de Nova Jersey va rebre el nom de l'almirall William Halsey, situada al costat de l'actual sortida 13A a Elizabeth, Nova Jersey. Amb la creació de la sortida l'any 1982, això va provocar l'enfosquiment de la zona de servei, ja que ambdues es van solapar, abans que la mateixa zona de servei tanqués l'any 1994.